# Газалиев, Арстан Мауленович
Арстан Мауленович Газалиев (каз. Арыстан Мәуленұлы Ғазалиев; род. 9 октября 1951, Караганда) — учёный, доктор химических наук (1991), профессор (1992), академик Национальной академии наук Республики Казахстан (2003).
Действительный член Нью-Йоркской академии наук (1995), академик Народной академии РК «Экология», Лауреат Государственной премии Республики Казахстан в области образования, науки и техники (2003), академик Международной Академии наук информатизации, информационных процессов и технологий (2006), академик Казахской Национальной Академии естественных наук (2009), академик Академии горных наук РФ (2011), председатель Карагандинского филиала Национальной инженерной академии РК (2012), председатель Карагандинской городской избирательной комиссии, член Республиканского общественного совета по противодействию коррупции при партии «Нұр Отан», член Общественного Совета по вопросам обеспечения законности при прокуратуре Карагандинской области.

## Биография
Окончил химический факультет Казахского государственного университета им. С.М. Кирова.
Трудовую деятельность начал в должности преподавателя кафедры органической химии Карагандинского государственного университета, затем доцентом и докторантом Карагандинского кооперативного института, где внес весомый вклад в дело подготовки молодых специалистов. Работал в должности ученого секретаря, заведующего лабораторией, заместителя директора по научной работе, а также директором Института органического синтеза и углехимии АН КазССР, заместителем академика-секретаря Центрально-Казахстанского отделения НАН РК.
В Караганде Газалиевым А.М. создана научная школа в области модификации промышленно доступных алкалоидов и азотистых веществ методами нанотехнологий. Из числа синтезированных более 2000 новых органических соединений обнаружены высокоэффективные вещества, обладающие противоопухолевой, гепатопротекторной, гипертензивной, противо-туберкулезной, ноотропной и др. видами биоактивности. Ряд новых соединений рекомендован для углубленных, предклинических и клинических исследований («Цитафат», «Ацеморфим», «Антилишай», «Анатиоф» и «Эфифат», «Амикоскин»). Впервые в Республике Казахстан был разработан и использован метод микроволновой активации в органическом синтезе.
С 1996 по 2006 г.г. — был первым проректором Карагандинского государственного университета и Казахстанско-Российского университета, с 2006 по 2008 гг. – ректором ВКГУ им. С. Аманжолова. 
С февраля 2008 г. по 2016 год А.М. Газалиев руководил Карагандинским государственным техническим университетом.
А.М. Газалиев является соруководителем уникального международного проекта «Синергия» (Казахстан, Австрия, Россия, Украина) по созданию виртуальных учебных лабораторий.
В 2001-2003 гг. А.М. Газалиев являлся членом Комиссии по Госпремиям РК в области науки, техники и образования при Правительстве Республики Казахстан. Член Научного Совета РАН (Москва) по электрохимии органических соединений. В 2000, 2006, 2008-2010 гг. был обладателем Государственной научной стипендии для ученых и специалистов, внесших выдающийся вклад в развитие науки и техники. Является Членом Комиссии по дистанционному обучению Совета по сотрудничеству в области образования государств – участников СНГ. Внес значительный вклад в создание и развитие Казахстанско-Российского университета и технологии дистанционного образования в Казахстане.
Результаты многолетней творческой деятельности А.М. Газалиева отражены в более чем 700 научных трудах, в т.ч. 16 монографиях, 5 книгах, 9 учебниках, 39 авторских свидетельствах и патентах.
Академик НАН РК А.М. Газалиев много сил и времени отдает делу подготовки молодых кадров. Многочисленные его ученики работают в разных уголках республики. Им подготовлено 12 докторов и 46 кандидатов наук, в числе которых лауреаты Государственной премии, премии Фонда Первого Президента и международной премии «Содружество дебютов» для молодых ученых стран СНГ.
Газалиев А.М. награждён орденом «Құрмет» (2009), Почетной грамотой Министерства образования и науки РК (1999), Почетной грамотой Президента РК (2004), Почетной грамотой Президента Национальной академии наук РК (2011), Почетной грамотой НДП «Нур Отан» (2011), нагрудными знаками «Отличник образования Республики Казахстан» (2000), «За заслуги в развитии науки Республики Казахстан» (2001) и «Почетный работник образования РК» (2003). Имеет нагрудный знак имени И. Алтынсарина (2007), нагрудный знак КарГТУ «Ерен еңбегі үшін» (2013), золотую медаль РАН «За вклад в научное партнерство» (2001) и юбилейные медали «10 лет Независимости РК» (2001), «10 лет Конституции РК» (2005) и «20 лет Независимости РК» (2011), нагрудный знак «Почетный работник угольной промышленности» (2010), удостоен Международной премии в области горного дела им. академика А.Скочинского (2010), награждён нагрудным знаком «Шахтерская слава 3 степени» (2013).
Почётный гражданин г. Караганды (28 августа 2020).

## Область исследований
Научные исследования в области синтеза новых биологически активных веществ. Разработал химические и электрохимические промышленные способы модификации природных алкалоидов, открыл реакцию электрохимического синтеза эфиров изотиоцианатофосфорных кислот; используя методы квантовой химии, впервые определил электронную структуру некоторых алкалоидов.

## Сочинения
- Химия эфедриновых алкалоидов. — Алма-Ата, 1990.
- Новые биоактивные производные алкалоидов. — Алма-Ата, 1992.
- Новые антиферментные вещества. — Алма-Ата, 1998.